# Agullana
Agullana és un municipi de la comarca de l'Alt Empordà, a les Comarques Gironines, Catalunya. Forma part del Consorci Salines Bassegoda.

## Geografia
- Llista de topònims d'Agullana (Orografia: muntanyes, serres, collades, indrets..; hidrografia: rius, fonts...; edificis: cases, masies, esglésies, etc).

El poble, situat a l'aiguabarreig del riu Guilla amb el torrent del Gou, és a 5 quilòmetres de la Jonquera i a 24 de Figueres. El terme municipal d'Agullana limita amb el Vallespir, la Jonquera, Campmany, Darnius i la Vajol. A més del nucli principal hi ha el de l'Estrada i unes 40 masies disperses. El territori d'Agullana s'estén per la zona occidental de la serra de l'Albera. A la part nord hi ha suredes i alzinars, amb presència de castanyers a les zones de més altura.

## Demografia
| Entitat de població | Habitants (2024) |
| Agullana            | 824              |
| l'Estrada           | 86               |
| Font: Idescat       |                  |

| 1497 f | 1515 f | 1553 f | 1717 | 1787 | 1857  | 1877  | 1887  | 1900  | 1910  |
| ------ | ------ | ------ | ---- | ---- | ----- | ----- | ----- | ----- | ----- |
| -      | 26     | 34     | 337  | 443  | 1.250 | 1.564 | 1.529 | 1.641 | 1.798 |

| 1920  | 1930  | 1940  | 1950 | 1960 | 1970 | 1981 | 1990 | 1992 | 1994 |
| ----- | ----- | ----- | ---- | ---- | ---- | ---- | ---- | ---- | ---- |
| 1.456 | 1.180 | 1.062 | 859  | 897  | 824  | 688  | 711  | 670  | 670  |

| 1996 | 1998 | 2000 | 2002 | 2004 | 2006 | 2008 | 2010 | 2012 | 2014 |
| ---- | ---- | ---- | ---- | ---- | ---- | ---- | ---- | ---- | ---- |
| 619  | 622  | 655  | 672  | 746  | 756  | 806  | 840  | 858  | 826  |

| 2016 | 2018 | 2020 | 2022 | 2024 | 2026 | 2028 | 2030 | 2032 | 2034 |
| ---- | ---- | ---- | ---- | ---- | ---- | ---- | ---- | ---- | ---- |
| -    | 841  | 863  | 903  | 909  | -    | -    | -    | -    | -    |

## Història

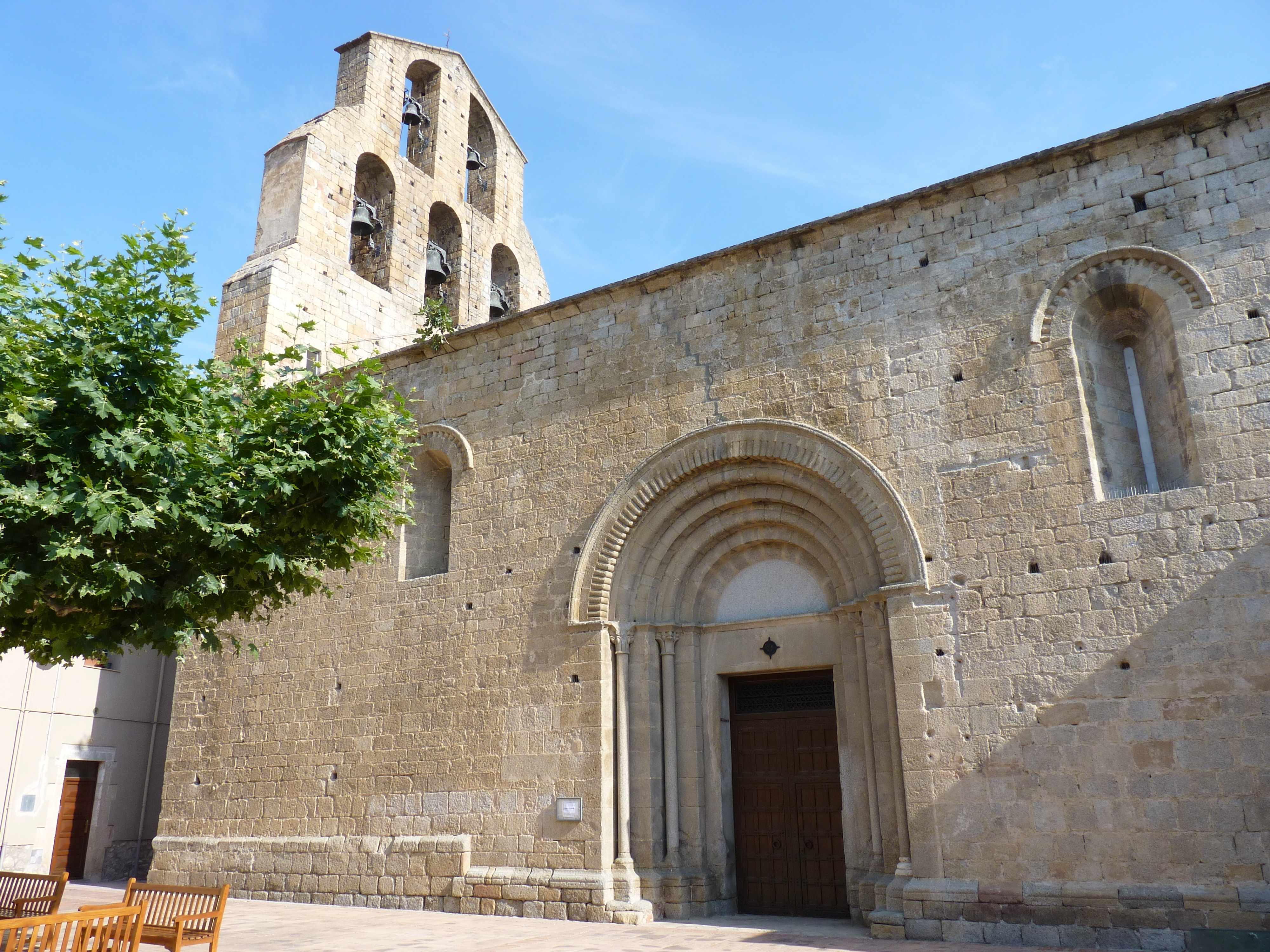
Vista lateral de l'església

El territori del municipi d'Agullana ja era habitat a la prehistòria. N'és reflex la presència de quatre monuments megalítics, dos dòlmens, dos menhirs i la Necròpoli de can Bec de Baix, que pertany a la cultura dels camps d'urnes i està datada entre els segles ix i vii aC. La primera referència documental d'Agullana es troba l'any 1019, amb el nom d'Aguliana, en un document en què el bisbe Pere Rotger cedeix l'Ecclesiam Sanctae Mariae de Aguliana a la Canònica de Girona.
Agullana va formar part dels dominis del vescomtat de Rocabertí. A mitjan segle xviii s'hi va començar a desenvolupar la indústria del suro. En el moment de màxima esplendor, a principis del segle xx, la vila comptava amb 40 fàbriques que s'hi dedicaven. Avui només en resta una. Mostra del desenvolupament d'Agullana a l'època és tota una sèrie d'edificis modernistes, obra gairebé tots de l'arquitecte Josep Azemar i Pont, com el xalet Parellada, la casa Estela, can Vidal, l'escola, l'asil Gomis o el cafè la Concòrdia.

## Llocs d'interès

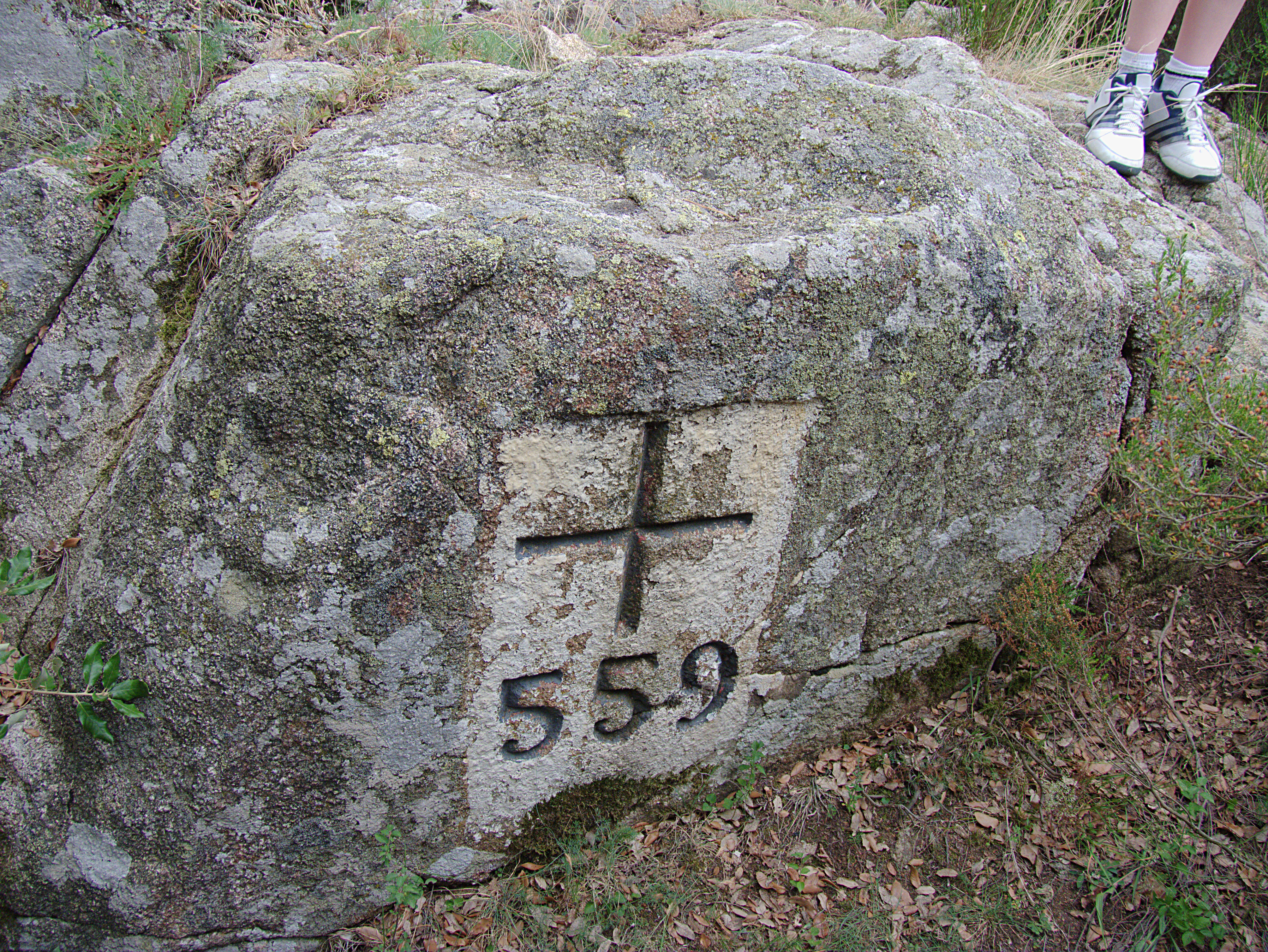
creu frontera n° 559

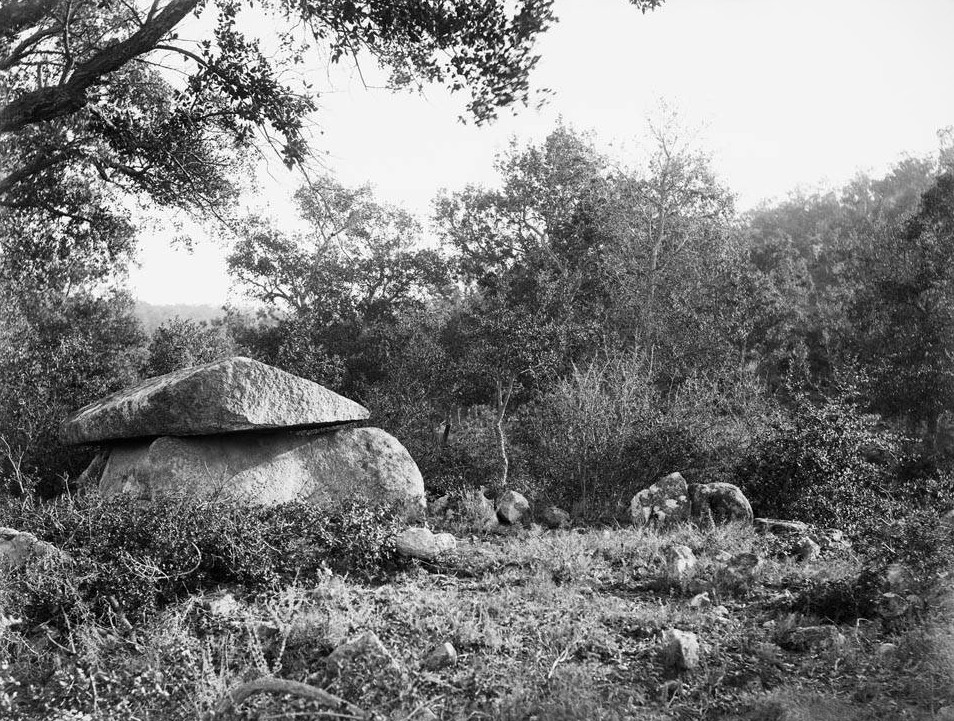
Dolmen de la pedra nova d'Agullana (1891-11-27)

Entre d'altres, a Agullana es pot visitar l'església de Santa Maria i la sala d'Exposicions de la Necròpoli de Can Bech de Baix.
L'església de Santa Maria és un edifici de finals del segle xii o començaments del xiii. L'esveltesa de la volta, les proporcions, l'estil i l'estructura dels capitells del portal són elements representatius de l'etapa final de l'art romànic a Catalunya. És un temple d'una sola nau, amb una volta lleugerament apuntada en una sola peça. L'absis semicircular, amb volta en forma d'ametlla, s'obre a la nau en un doble plec. Fan el paper de transsepte dues capelles laterals amb cintres en volta.
El coll de la Manrella, monument a Lluís Companys. Encara que se situï en el territori del municipi d'Agullana, aquest coll és a França.